# Elecciones estatales de Querétaro de 2012
Las elecciones estatales de Querétaro de 2012 tuvieron lugar el domingo 1 de julio de 2012, en ellas fueron renovados los siguientes cargos de elección popular en el estado mexicano de Querétaro:
- 18 Ayuntamientos: Compuestos por un Presidente Municipal y regidores, electos para un periodo de tres años no reelegibles de manera inmediata.

- 25 Diputados al Congreso del Estado: 15 electos de manera directa por cada uno de los Distritos Electorales y 10 por un sistema de listas bajo el principio de representación proporcional.

## Resultados electorales

### Ayuntamientos

#### Por partido político
| Partido/Alianza                           | Partido/Alianza                                      | Ayuntamientos |
| ----------------------------------------- | ---------------------------------------------------- | ------------- |
|                                           | Partido Revolucionario Institucional                 | 5             |
|                                           | Coalición: Compromiso por Querétaro PRI-PVEM         | 3             |
|                                           | Coalición: Compromiso por Querétaro PRI-PANAL        | 6             |
|                                           | Partido Acción Nacional                              | 5             |
|                                           | Partido de la Revolución Democrática                 | 0             |
|                                           | Partido del Trabajo                                  | 0             |
|                                           | Partido Verde Ecologista de México                   | 0             |
|                                           | Movimiento Ciudadano                                 | 0             |
|                                           | Nueva Alianza                                        | 0             |
|                                           | Coalición: Compromiso por Querétaro PRI, PVEM, PANAL | 2             |
| Total                                     | Total                                                | 18            |
| Fuente: Instituto Electoral de Querétaro. |                                                      |               |

### Diputados

#### Por partido político
| Partido/Coalición                         | Partido/Coalición                                   | Diputados Mayoría relativa | Diputados Rep. Proporcional | Total |
| ----------------------------------------- | --------------------------------------------------- | -------------------------- | --------------------------- | ----- |
|                                           | Partido Acción Nacional                             | 7                          | 3                           | 10    |
|                                           | Partido Revolucionario Institucional                | 4                          | 2                           | 6     |
|                                           | Compromiso por Querétaro (PRI, PVEM)                | 3                          | 0                           | 3     |
|                                           | Nueva Alianza                                       | 0                          | 2                           | 2     |
|                                           | Compromiso por Querétaro (PRI, PVEM, Nueva Alianza) | 1                          | 0                           | 1     |
|                                           | Partido de la Revolución Democrática                | 0                          | 1                           | 1     |
|                                           | Partido del Trabajo                                 | 0                          | 1                           | 1     |
|                                           | Movimiento Ciudadano                                | 0                          | 1                           | 1     |
|                                           | Partido Verde Ecologista de México                  | 0                          | 1                           | 1     |
| Total                                     | Total                                               | 15                         | 10                          | 25    |
| Fuente: Instituto Electoral de Querétaro. |                                                     |                            |                             |       |